# Emil Wallsén
Emil Wallsén, född 1 oktober 1894 i Arbrå församling, Gävleborgs län, död 8 januari 1978 i Gävle, var en svensk trädgårdsmästare.
Wallsén började i unga år praktisera vid olika trädgårdar. I början av 1920-talet blev han förman vid Gävle stads parkanläggningar och 1935 stadsträdgårdsmästare där, en befattning vilken han innehade till pensioneringen 1959. Han var styrelseledamot i Föreningen Sveriges stadsträdgårdsmästare och hedersledamot i Gefleborgs trädgårdsodlaresällskap. Wallsén är begravd på Gamla kyrkogården i Gävle.